# 喬納森 (龜)
喬納森（英語：Jonathan、约1832年孵化）是一隻塞席爾巨龜，屬亞達伯拉象龜的一個亞種。截至2024年，喬納森的年齡估計約為191歲，使他成為已知最年長的陸地動物 。喬納森目前居住在位於南大西洋的英國海外領地圣赫勒拿。

## 歷史
喬納森於1832年（清道光十二年）左右孵化，1882年，他與另外三隻約50歲的象龜從印度洋的塞席爾被帶到聖赫勒拿島。他在1930年代由聖赫勒拿總督斯賓塞·戴維斯爵士命名，並自此後繼續住在種植園屋的庭院內；當前由聖赫勒拿政府負責照顧他。

喬納森的年齡是被估計的，因為牠在1882年被帶到聖赫勒拿時已經「完全成體」，這代表牠至少已50歲，換言之牠的孵化日期不晚於1832年。一張1886年的照片中顯示喬納森抵達聖赫勒拿四年後的樣子。喬納森的生日不得而知，但2022年時任聖赫勒拿總督奈傑爾·菲利普斯將其生日訂於12月4日。

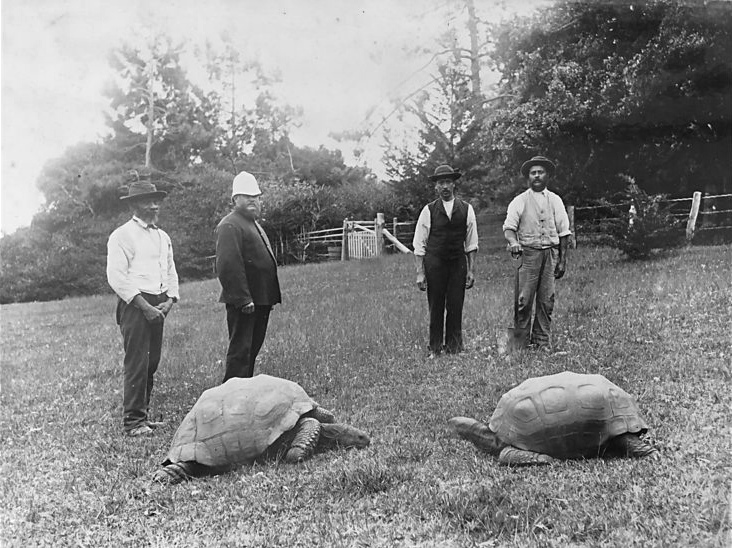
喬納森（左，約53-54歲）與另一隻巨龜。攝於1886年

2022年，喬納森的估計年齡超過了金氏世界紀錄認可的最年長記錄保持者圖伊·馬里拉，後者於1966年在東加去世，享嵩壽189歲。另一隻雄性阿爾達布拉巨龜阿德维塔據說在2006年於印度加爾各答的阿利普爾動物園去世，享嵩壽255歲，但這一說法尚未得到證實。

### 2015年後的健康狀況
2015年12月，聖赫勒拿島的獸醫喬·霍林斯表示，喬納森「因白内障失明而失去嗅覺，無法探測食物（他的同類會搶走他的食物，並能留意到地上掉下的任何一點食物），但他保持著極好的聽力。 2016年1月BBC報道，為保持健康、延長壽命，喬納森接受了新的飲食方案。喬納森幾乎每天都和他的伴侶一起做所有事情，包括吃飯、睡覺和交配。
弗雷德里卡是他最喜歡的兩隻龜之一（另一隻是艾米麗），自1991年以來一直是他的伴侶，被認為是雌性。然而在2017年，島上的獸醫凱瑟琳·曼指出，由於腹甲的畸形無法確認它的性別，現在已知它是雄性，並更名為弗雷德里克。在弗雷德里克進行檢查時，喬納森則湊近現場，在整個過程中都沒有離開弗雷德里克和獸醫的身邊。為了慶祝喬納森假定的190歲生日，島上的官員計劃製作一系列紀念郵票，訪客還會收到一張帶有他第一個已知足跡照片的證書。
2022年12月4日，當地居民安排了為期三天的活動慶祝喬納森的生日，並給牠一塊由他最喜歡的健康食品製成的蛋糕。
2024年1月，喬納森在爱丁堡公爵爱德华王子訪問聖赫勒拿時與他會面。喬納森之前在1947年見過愛德華的母親伊莉莎白二世和祖父喬治六世，1957年菲利普親王也拜訪過他。

## 媒體報道
2014年2月，作為2014年英聯邦運動會女王火炬接力賽的一部分，火炬來到聖赫勒拿。總督馬克‧凱普斯在種植園屋的庭院內手持火炬與喬納森合影。
BBC廣播電台在2014年3月的《我們自己的記者》節目中介紹了喬納森，當時海洋划船運動員薩莉·凱特爾訪問了聖赫勒拿。
圣赫勒拿镑的五便士硬幣背面刻有喬納森的形象。

## 外部連結
- 维基共享资源上的相關多媒體資源：喬納森